# Александър Чобанов
Александър Красимиров Чобанов е български писател и сценарист.

## Биография
Роден е през 1979 година в Смолян. Завършва българска филология в Югозападния университет „Неофит Рилски“ в Благоевград, магистратура творческо писане в Софийския университет „Св. Климент Охридски“ и American and British Studies в Нов български университет.

## Творчество
- „Колекция 18“ - разкази
- „Летен следобед“ - разкази
- „Хлапета“ - роман
- „Квантова градина“ - разкази
- „Неотминало“ - роман
- „Дъждът оставя следи“ - криминален роман (предстоящ)

Сценарист на сериалите:
- "Майките"
- „Отдел издирване“
- „Съни бийч“
- „Дяволско гърло“
- „Под прикритие“ – сезон 2 и 3
- „Четвърта власт“
- „Дървото на живота“ – сезон 2
- „Румбата, Роналдо и аз“

Сценарист и на пълнометражните филми:
- „Привличане“
- „Спекуланти“ (предстоящ)